# Pegomya circumpolaris
Pegomya circumpolaris är en tvåvingeart som beskrevs av Ackland och Griffiths 1983. Pegomya circumpolaris ingår i släktet Pegomya och familjen blomsterflugor. Arten är reproducerande i Sverige. Inga underarter finns listade i Catalogue of Life.